# Vanguard (Saskatchewan)
Vanguard is een plaats (village) in de Canadese provincie Saskatchewan en telt 187 inwoners (2001).